# Wisconsin Motor Manufacturing Company

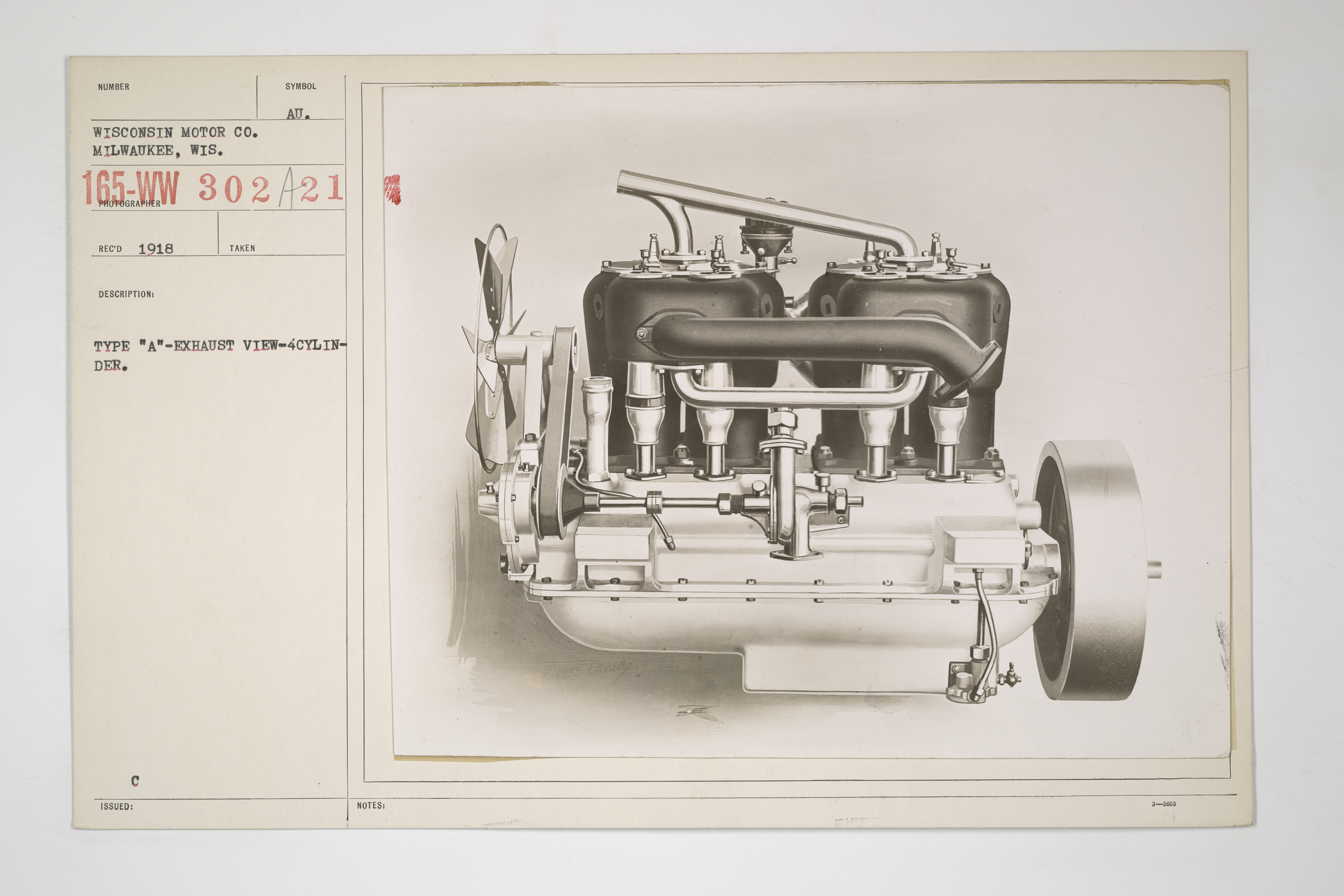
Wisconsin Type A, linke Seite (1918)

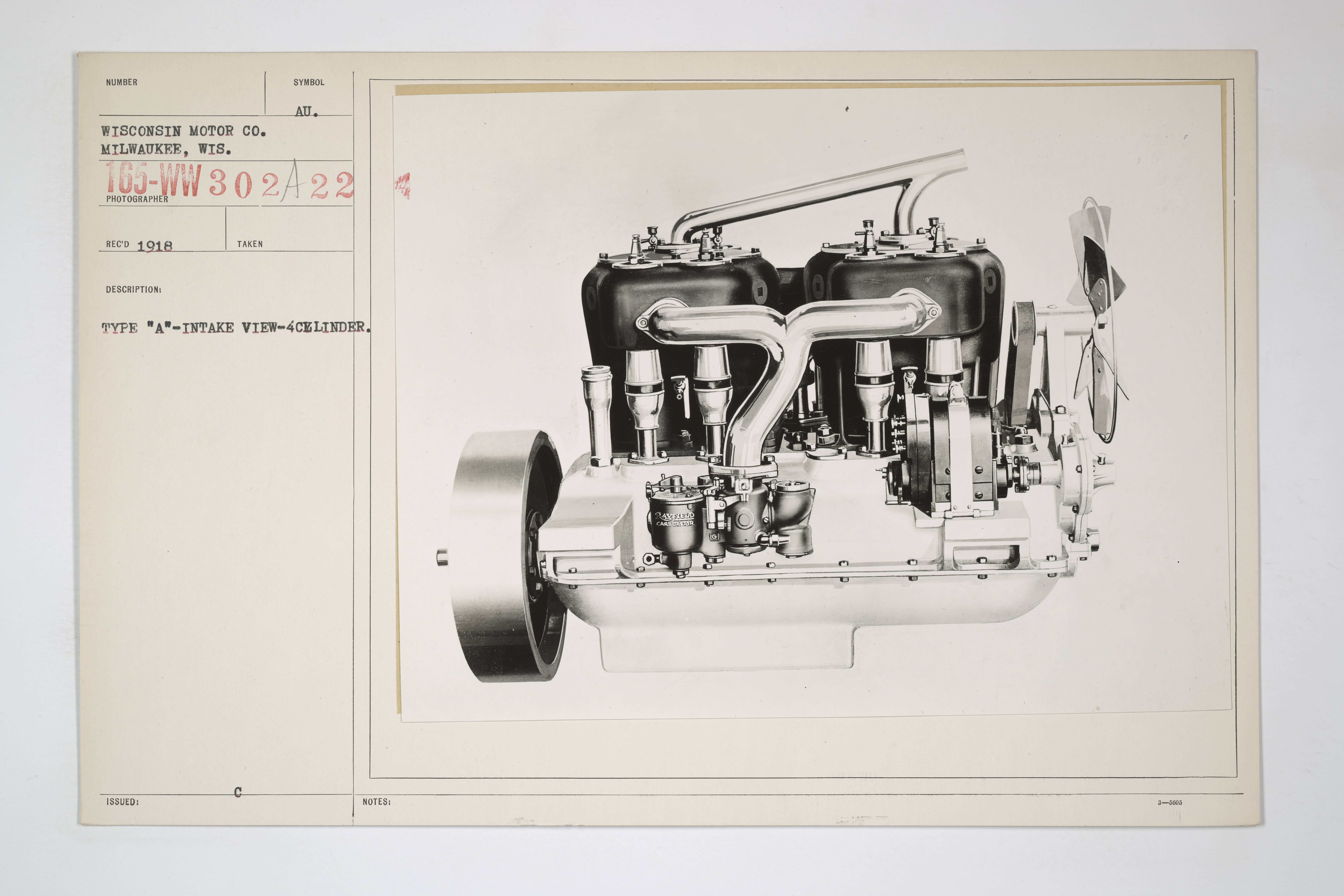
Wisconsin Type A, rechte Seite (1918)

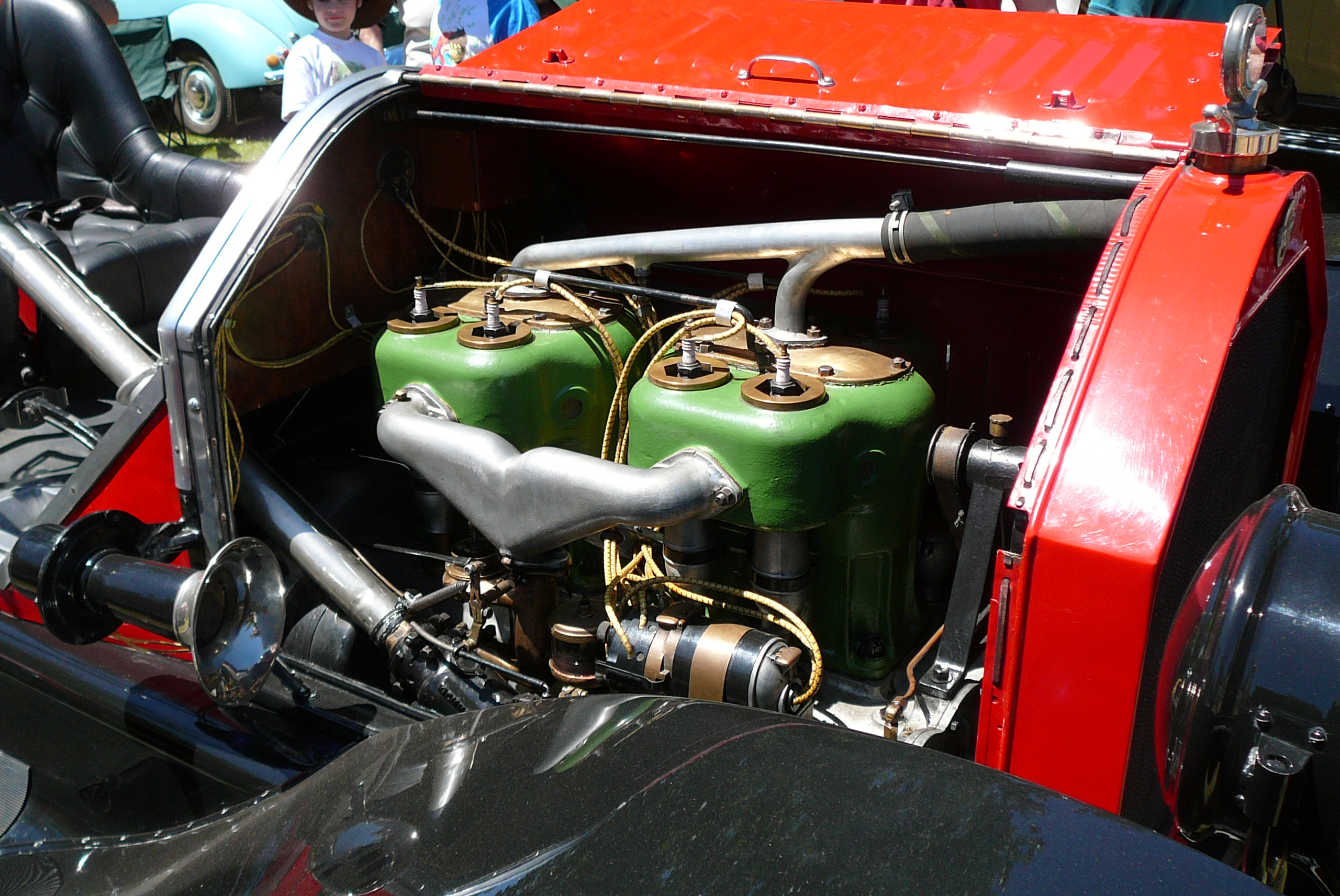
Vierzylindermotor des Stutz Bearcat von 1916

Die Wisconsin Motor Manufacturing Company ist ein traditionsreicher US-amerikanischer Motorenhersteller mit Wurzeln im Dampfmaschinenbau zu Ende des 19. Jahrhunderts.

## Vorgeschichte
Das Unternehmen wurde im September 1899 in Milwaukee (Wisconsin) mit einem Aktienkapital von US$ 500.000 als United States Automobile Company gegründet. Teilhaber waren örtliche Unternehmer und Geschäftsleute, so C.B. Thompson & Co. und Charles Scholl. Beabsichtigt war die Herstellung von Automobilen mit Verbrennungsmotoren und Dampfmaschinen, letztere mit einem von E. Detweiler patentierten Dampferzeuger. Es entstand ein leichter Dampfwagen-Prototyp, karossiert als Road Buggy. Das Fahrzeug sollte als United States vermarktet werden.
Bevor es dazu kam, wurde das Unternehmen in Wisconsin Automobile & Machinery Company umbenannt, möglicherweise, weil es zu dieser Zeit bereits mehrere Hersteller gab, die United States als Namensbestandteil und/oder Markennamen führten. Ein zweiter Versuchswagen mit Dampfantrieb wurde jedenfalls als Wisconsin vorgestellt. Es scheint, dass das Projekt eines Pkw mit Verbrennungsmotor zu dieser Zeit bereits nicht mehr weiterverfolgt wurde.
Offensichtlich änderte die Geschäftsleitung kurz darauf erneut ihre Absichten. Im November 1899 wurden die Patente am leichten Dampfwagen der United States Motor Vehicle Company in New York City verkauft. Deren Geschäftsmodell war es, vielversprechende Projekte zu suchen, aufzukaufen und ihnen zum Durchbruch zu verhelfen. Das gelang nur ein einziges Mal mit einem Benziner, weitere Dampfwagen nach Wisconsin-Patent wurden nicht hergestellt.
In Milwaukee verlegte man sich auf den Bau von Dampfmaschinen; bald wurde jedoch auf die Produktion von Verbrennungsmotoren umgestellt.

## Wisconsin Motor Manufacturing Company
Die Wisconsin Motor Manufacturing Company entstand am 1. März 1909 aus einer Reorganisation. Präsident und Finanzvorstand war nun Charles H. John, Vizepräsident Edward Schwartzburg und A. F. Milbrath war Chefingenieur und Büroleiter.
In den 1920er Jahren begann die allmähliche Umstellung auf kleinere, luftgekühlte Motoren.

## Continental Motors
1937 wurde Wisconsin Motors von der Continental Motors Company übernommen, behielt aber eine eigene Firmenstruktur und den Markennamen Wisconsin. Zu dieser Zeit wurde die Herstellung von wassergekühlten Motoren ganz aufgegeben.

## Wisconsin-Motoren (Auswahl)
Der erste Motor war der Type A, ein Vierzylindermotor mit stehenden Ventilen, 4,75 Zoll Bohrung und 5,5 Zoll Hub. Umgerechnet sind das 120,65 mm, 139,7 mm und 6388 cm³ Hubraum. Dieser Motor wurde in Pkw von der Stutz Motor Car Company of America und in Lkw von der FWD Corporation verwendet.
- SU (1925)
- RCU  Vierzylinder Typ RCU; 382 c.i. (6,3 l) Hubraum, Zenith-Vergaser (1927); Schacht Model LN 3,5 Tonnen; Fuller 10 Ganggetriebe[4]
- S7D (Rasentraktor)
- AC4
- AC4S Vierzylinder-Reihenmotor (1940) kurze Bauzeit

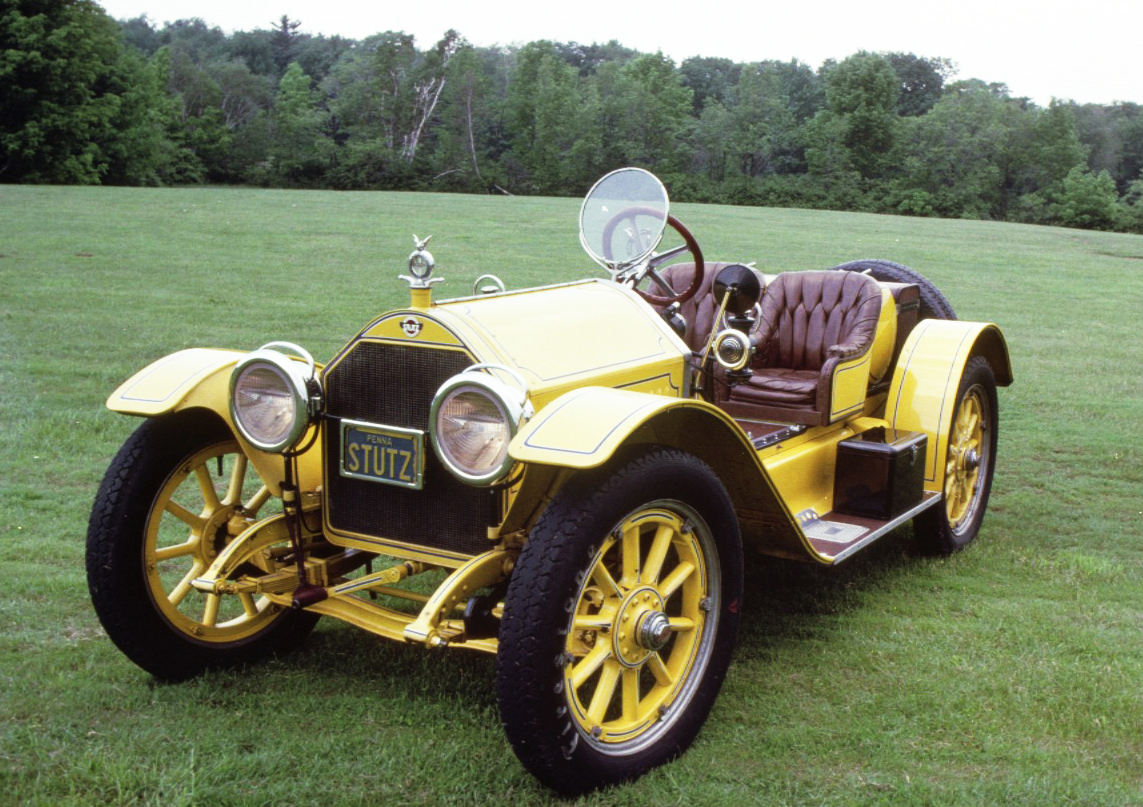
Das wohl bekannteste Auto mit Wisconsin-Motor ist der Rennsportwagen Stutz Bearcat; hier in der Ausführung von 1913

- TF Zweizylinder (1949)
- THD Zweizylinder (18 bhp)
- VE4 Vierzylinder (1950)
- AEN Vierzylinder (1954)
- BKN

## Hersteller mit Wisconsin-Motoren

### Personen- und Rennwagen
- Cutting Motor Car Company[5]
- Disbrow Motors Corporation[6]
- Dispatch Motor Company[7]
- Stutz Motor Car Company of America[8]
- Wolverine Motors[9]

### Nutzfahrzeuge
- FWD Corporation[3]
- Kalamazoo Motors Corporation[10]
- LeBlond-Schacht Truck Company[11]
- New Stutz Fire Engine Company[12]
- Plymouth Motor Truck Company[13]
- Winther Motors[14]

### Traktoren
- Alpina Oekonom
- John Lauson Manufacturing Company[15]

### Andere Anwendungen
- International Hay Baler (TF-Motor)
- Howard Rotavator "Gem" (zwei THD-Zweizylindermotoren mit je 18 bhp)

## Weitere Produkte
- Vorderachsen
- Hinterachsen
- Doppelreduktionsachsen